# Codroipo
Codroipo (friuli nyelven Codroip) város (comune) Északkelet-Olaszországban, a Friuli-Venezia Giulia régióban, Trento megyében, a Tagliamento folyó keleti (bal) partján. Állandó lakosainak (codroipesi) száma kb. 16 000 fő.

## Fekvése
Codroipo a Tagliamento folyó északkeleti (bal) partján fekszik. A Közép-Friuli vízgazdálkodási térség (Risorgiva Medio Friuli) főhelye. A várossal szomszédos települések: Udine megyében Basiliano, Bertiolo, Camino al Tagliamento, Lestizza, Mereto di Tomba, Sedegliano és Varmo; Pordenone megyében, a Tagliamento nyugati (jobb) partján San Vito al Tagliamento és a festői Valvasone. Helyzete a legközelebbi nagyobb városokhoz képest: Udinétól 26 km-re délnyugatra, Pordenonétól 30 km-re keletre, Trieszttől, a régió fővárosától 85 km-re nyugat-északnyugatra fekszik.
Részközségeinek (frakcióinak), olasz (és zárójelben friuli nyelvű) neve:
| - Beano (Beàn) - Biauzzo (Blaùç) - Goricizza (Guricìs) - Iutizzo (Jutìs) - Lonca (Lonche) - Muscletto (Musclêt) - Passariano (Passariàn) | - Pozzo (Poç) - Rividischia (Rividìscje) - Rivolto (Rivòlt) - San Martino (San Martìn) - San Pietro (San Pièri) - Zompicchia (Çupìcje) |

## Nyelvek, nyelvjárások
Codroipo lakossága az olasz államnyelv mellett elterjedten használja a friuli nyelv közép-keleti nyelvjárását (friulano centro-orientale). A község területén érvényes a 2007. december 18-án elfogadott, 29. sz. regionális törvény „A friuli nyelv tanításának, érvényesítésének és előmozdításának normarendszeréről.” Friuli-Venezia Giulia régió kormányzata ebben rögzítette a „standard” és a helyi friuli nyelvjárást ténylegesen használó települések, közösségek hivatalos elnevezéseit mindkét nyelvjárásban.

## Történelme
Codroipo nevét a latin „Quadruvium” (kb. „négy út találkozása”) szóból származtatják, mivel a római korban a város piacán két fontos kereskedelmi útvonal keresztezte egymást, az Aquileiából Rómába vezető Via Postumia, és az ősi idők óta használt út (újabb korban adott nevén Via Iulia Augusta), amely az Adria akkori partján fekvő 
Concordia várostól vezetett (a Plöcken-hágón keresztül) a germániai Noricum felé. A Római Birodalom széthullása után Codroipót és egész Friulit hunok, longobárdok, frankok és magyarok egymást követő hadjáratai pusztították.
1001. április 28-án III. Ottó császár Friuli legnagyobb részét, benne Codroipo városát is, átengedte Giovanni-nak, Aquileia pátriárkájának. 1420-ban az Aquileiai Pátriárkátust a Velencei Köztársaság elfoglalta, a város velencei fennhatóság alá jutott. A 15. század végén Codroipo városát Leonhard, Görz utolsó grófja kapta meg, akit még Aquileia pátriárkája iktatott be tisztségébe. Leonhard gróf halála (†1500) után a város a Habsburg Miksa császárra szállt, aki átengedte a Velencei Köztársaságnak.
1797-ben a közeli Passarianóban, a Villa Maninban írtak alá a Campo Formió-i békeszerződést, amelynek értelmében a Velencei Köztársaság szárazföldi birtokait, így Friulit is a Habsburg Birodalom szerezte meg. A tartomány 1866-ban, a porosz–osztrák–olasz háború nyomán lett az Olasz Királyság része.

## A város jelképei, ünnepei, kapcsolatai
A város címerében vörös alapon ezüst színű Szent András-kereszt látható, négy mezőjében ciprusfák képével. A város lobogója (gonfalone) azúrkék színű, ezüst színű, növényt formázó csipkedíszítéssel, közepén a város címerével, fölötte a Comune di Codroipo (Codroipo városa) felirattal. A fém tartók és alkatrészek ezüstözöttek. A zászlórúd azúrkék színű, melyre díszített ezüst spirál csík fut fel. A zászlórúdra olasz nemzeti színű, ezüsttel rojtozott szalagot kötnek.
A város védőszentje Szűz Mária, ünnepe augusztus 5., a Havas Boldogasszony (Madonna della Neve) napja.
Testvérvárosai: Maria Wörth (Karintia, Ausztria), Braine-le-Comte (Hainaut tartomány, Belgium) és Galliera (Emilia-Romagna, Olaszország).

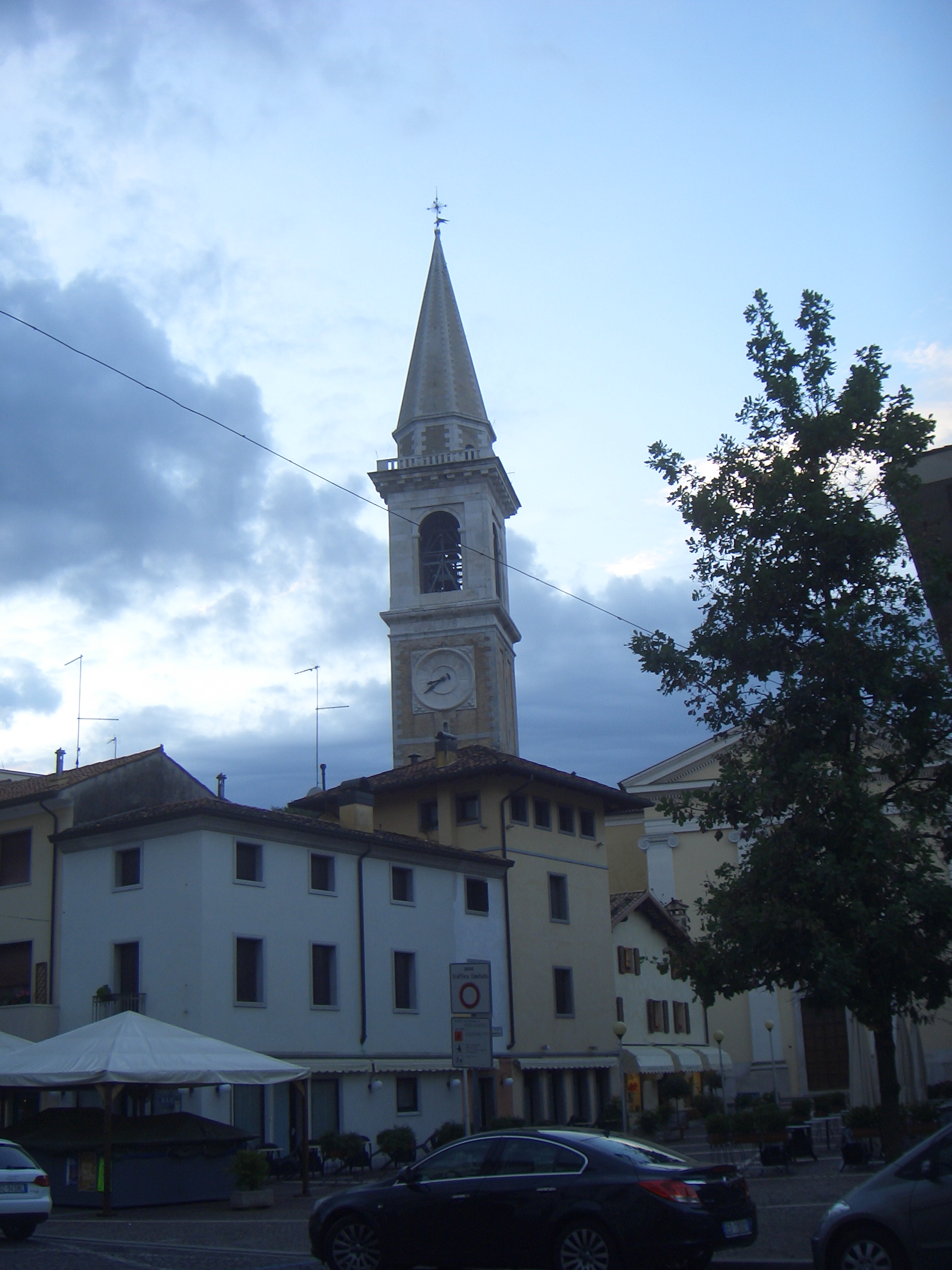
Harangtorony, Codroipo
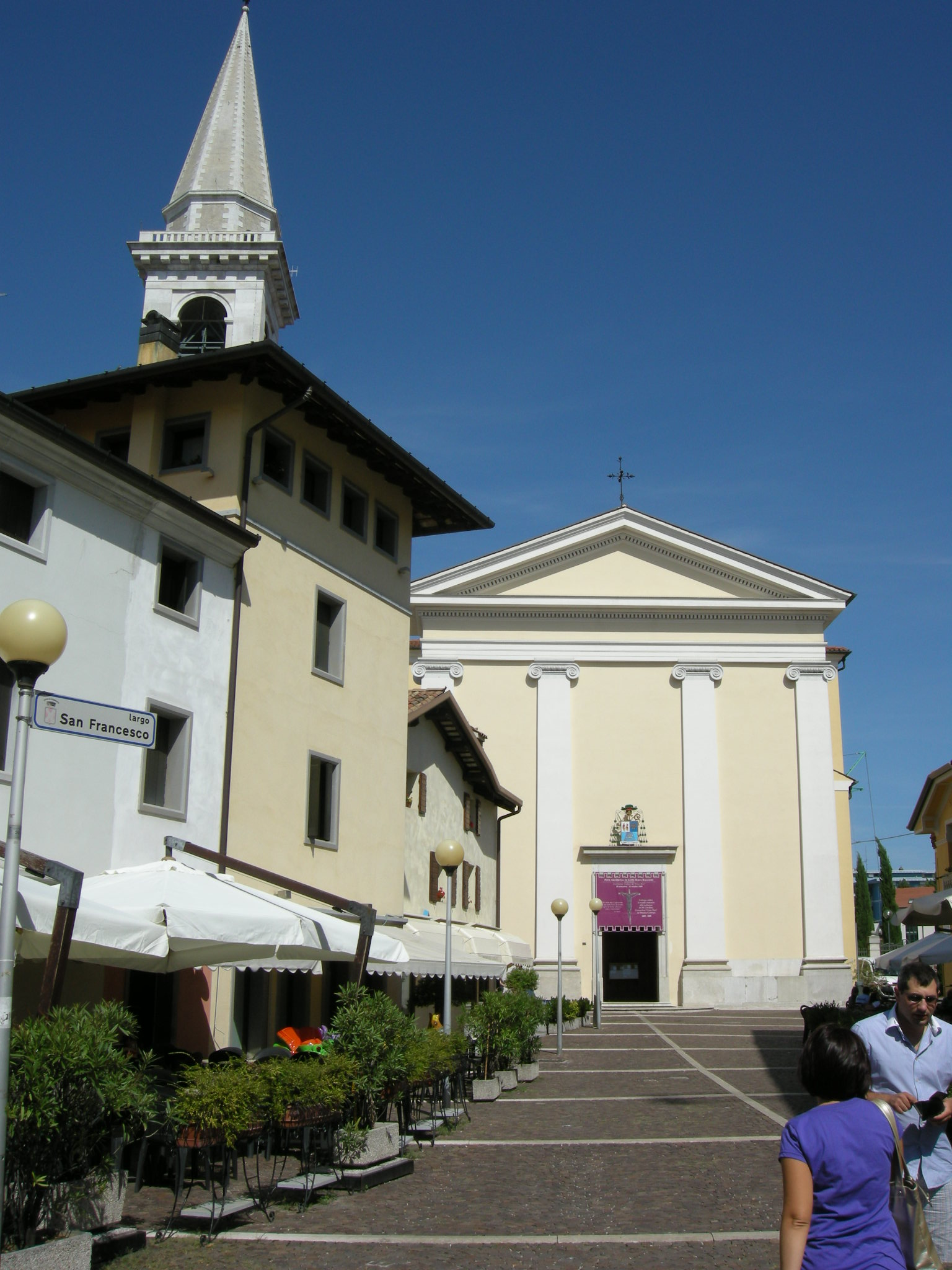
Santa Maria Maggiore templom
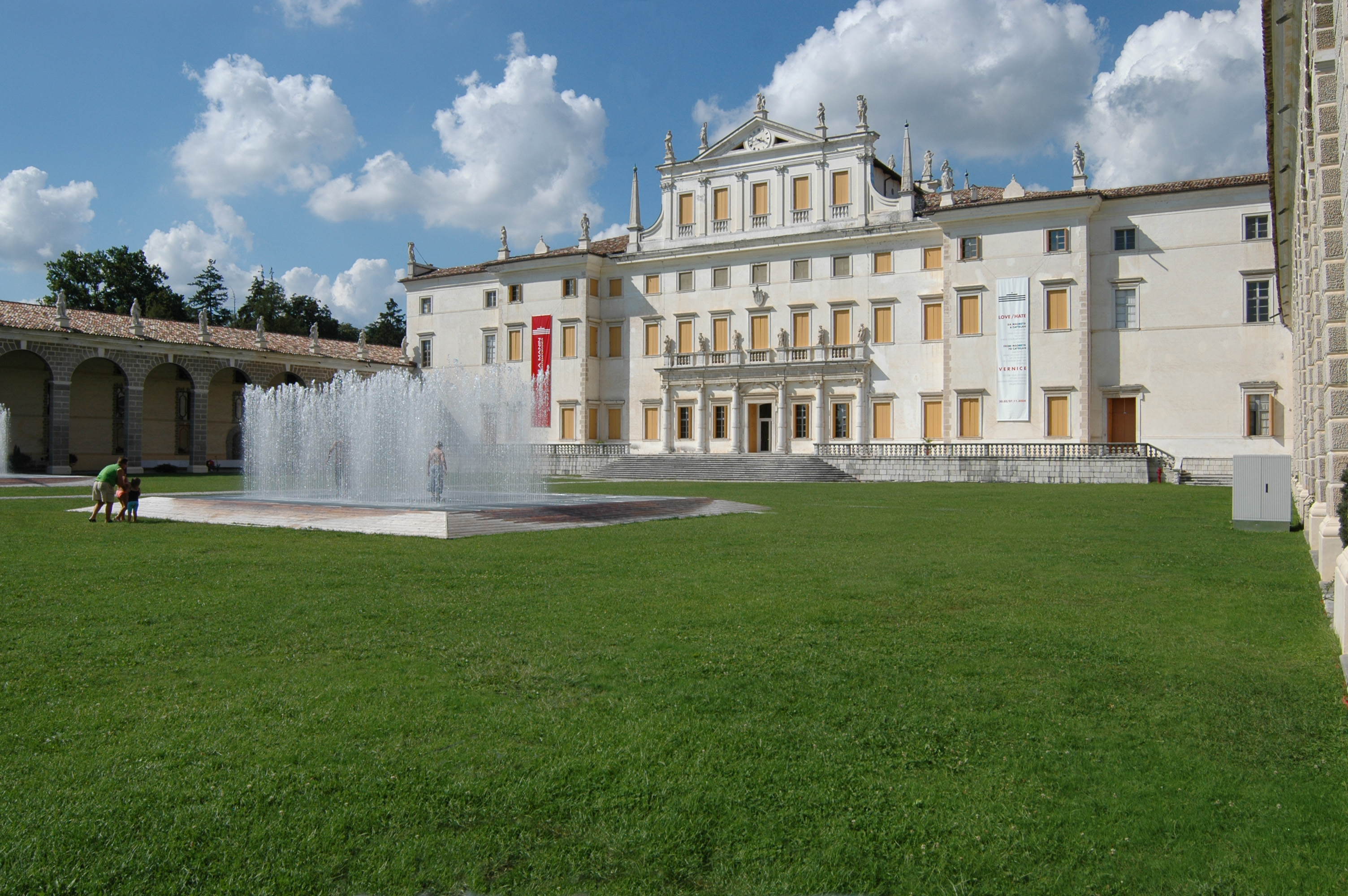
Villa Manin (Passariano)
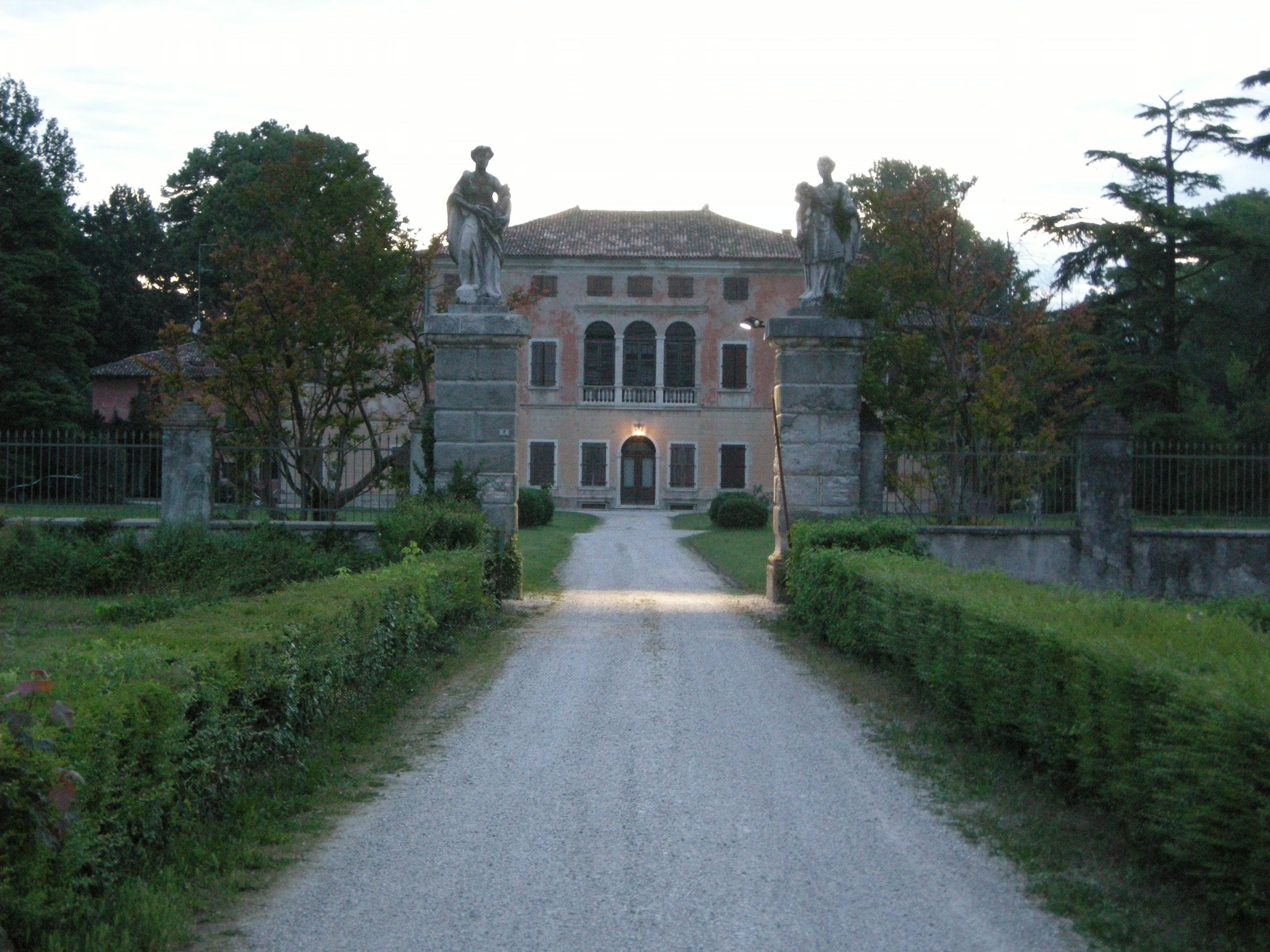
Villa Manin-Kechler (San Martino)
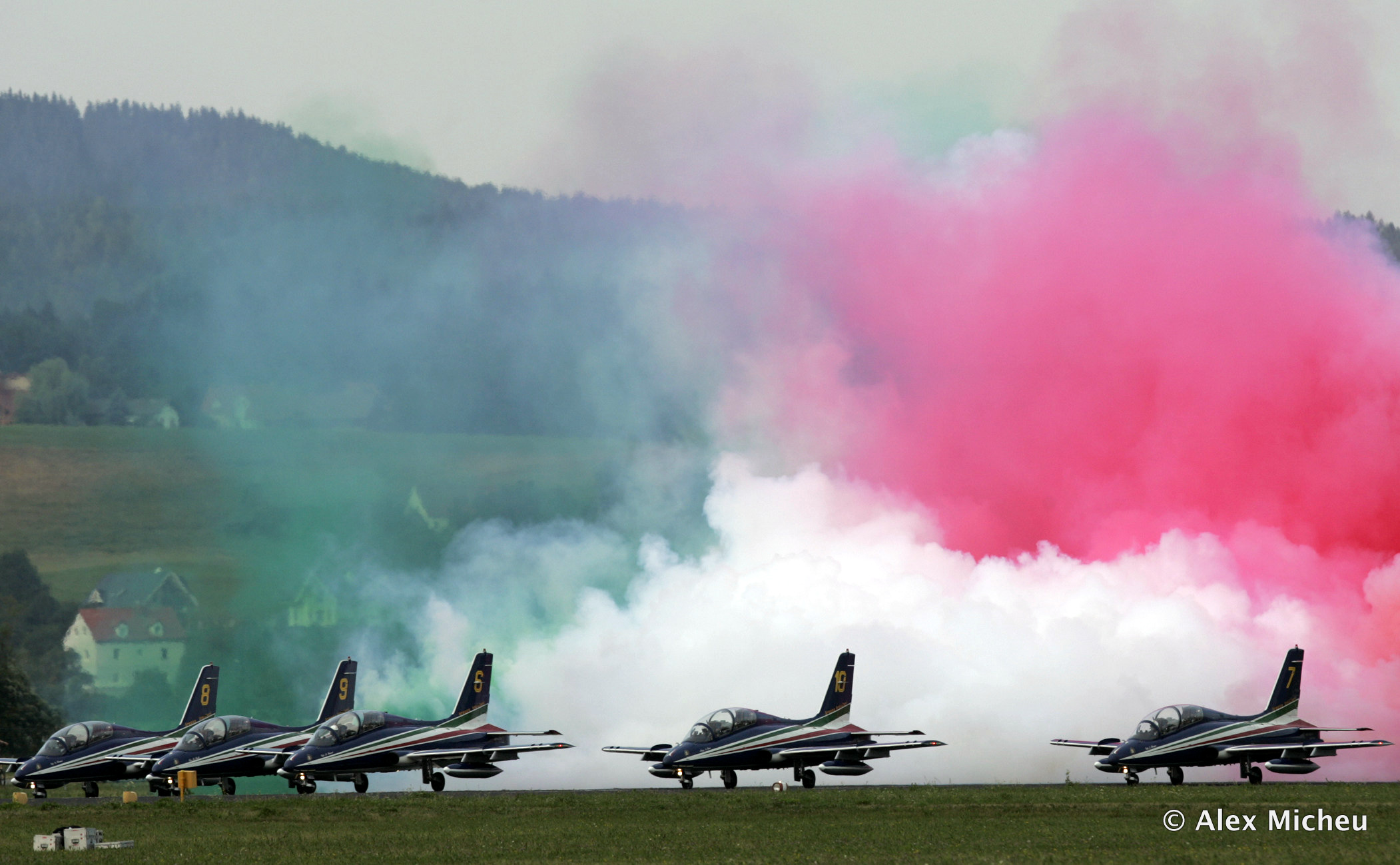
Frecce Tricolori

## Nevezetességek, látnivalók
- Passariano városrészben (Codroipótól keletre) található a Villa Manin. A királyi kastélynak is beillő villát, amelyet árkádos folyosók és oszlopsor fog körbe, a Manin főúri család az 1660-as évektől kezdve építette ki. Az épület utolsó gazdája Ludovico Manin, a Velencei Köztársaság utolsó dózséja volt, aki 1797-ig, a Velencei Köztársaság bukásáig lakott itt, ekkor át kellett engednie a győzelmes itáliai hadjáratból ide érkező Napoléon Bonaparte tábornoknak, aki itt rendezte be főhadiszállását. (Csapatai a közeli Palmanova erődvárosban állomásoztak, innen a főhadiszállásig új hadiutat építettek, a mai országút ennek nyomvonalára épült). Bonaparte itt tárgyalt a Habsburg Birodalom követeivel, akik Udinében rendezkedtek be. A Villa Maninban írták alá 1797. október 18-án a Campo Formió-i békeszerződést, amely lezárta az első koalíciós háborút. (Az okmány hivatalos névadója, Campo Formió városa, a mai Campoformido nagyjából félúton fekszik Codroipo és Udine között). A szerződés egyik rendelkezése kimondta a Velencei Köztársaság megszűnését, területeit felosztotta Ausztria és a Francia Köztársaság között. Ma a Manin-villa állandó és időszakos művészeti kiállításoknak ad otthont. Hatalmas kertjében koncerteket és kulturális rendezvényeket szerveznek. Koncertezett itt (többek között) Zucchero, Anastacia, a Radiohead, a Guccini, az Iron Maiden, a Rammstein és a Kiss együttes is. Minden év májusában itt rendezik a „Sapori Pro-Loco” gasztronómiai és helyi értékőrző fesztivált, ahol a települések bemutatják a hagyományos friuli konyhaművészet és kézművesség legjobb termékeit.[9]
- San Martino városrészben található a Villa Manin-Kechler, a Manin család otthona a 17. század közepéig, a passarianói villába való átköltözésig (ma műemlék, biológiai kutató- és kiállítóhely).
- Rivolto városrészben (Codroipótól északra) található a Rivolto Légibázis (Base Aerea Militare di Rivolto), ez ad otthont az Olasz Légierő 2. ezredéhez tartozó 313. számú műrepülő-kiképző századnak, közismert nevén a Frecce Tricolori műrepülő egységnek.

## A város híres szülöttei
- Giovanni Battista Candotti (1809–1876) orgonaművész
- Francesco Arnaldi (1897–1980) akadémikus, a romanisztika egyetemi tanára, Girolamo Arnaldi történész apja.
- Nino Marchetti (1909–1983) filmszínész
- Antonio Bacchetti (1923–1979) labdarúgó

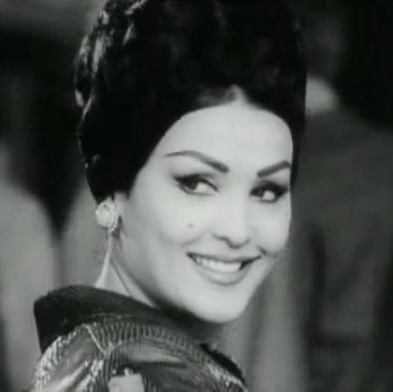
Moira Orfei, 1966

- Moira Orfei (1931–2015) színésznő, artista, cirkuszigazgató
- Alice Mizzau (1993) úszónő (a 2012-es debreceni Európa-bajnokság egyik aranyérmese)

## Sport
A városnak két labdarúgó csapata van. Az 1919-ben alapított A.S.D. Polisportiva Codroipo a friuli regionális bajnokság első osztályában játszik, a másik, az 1968-ban alapított A.S.D. Zompicchia a C liga (Udine megye) harmadik osztályáig jutott.